# Пономарьова Лідія Зіновіївна
Лі́дія Зіно́віївна Пономарьо́ва (нар. 29 квітня 1909, Барнаул — пом. 1978) — українська радянська художниця; член Спілки радянських художників України.

## Біографії
Народилася 29 квітня 1909 року в місті Барнаулі (нині Алтайський край, Росія). 1940 року закінчила Київський художній інститут, де навчалася, зокрема, у Павла Волокидіна, Федора Кричевського, Костянтина Єлеви, Сергія Григор'єва.
Жила у Києві, в будинку на вулиці Червоноармійській, № 12 а, квартира № 12. Померла у 1978 році.

## Творчість
Працювала в галузі станкового живопису. Авторка жанрових картин, пейзажів, натюрмортів, портретів. Серед робіт:
- «Забійниця Кузбасу» (1943);
- «Вручення прапора ГКО на шахті Кузбасу» (1943);
- «Німецькі окупанти в Україні» (1945);
- «Біля могили героя» (1847);
- «Портрет робітника київського заводу «Арсенал» М. Животенка» (1947);
- «Катя» (1960);
- «Дівчина з гвоздикою» (1967);
- «Портрет Володимира Сосюри» (1969).

Брала участь у республіканських виставках з 1945 року, всесоюзних — з 1940 року. Персональна виставка відбулася у Києві у 1952 році.